# Pompe à protons
Pour les articles homonymes, voir Pompe (homonymie).
 (juillet 2025).
Si vous disposez d'ouvrages ou d'articles de référence ou si vous connaissez des sites web de qualité traitant du thème abordé ici, merci de compléter l'article en donnant les références utiles à sa vérifiabilité et en les liant à la section « Notes et références ».
Une pompe à protons est une protéine transmembranaire, et plus précisément un transporteur membranaire actif, qui déplace les ions H+ contre leur gradient de concentration en utilisant de l'énergie. Dit autrement, une pompe à proton est un catalyseur de la réaction chimique suivante :
H+ (d'une côté de la membrane) + energie ↔ H+ (de l'autre côté de la membrane).[réf. nécessaire]
L'énergie est souvent libérée par l'hydrolyse d'une molécule d'adénosine triphosphate (ATP). Son fonctionnement aboutit à l'enrichissement d'un compartiment (lysosome, vésicule, milieu extracellulaire) en ions H+, c'est-à-dire à une diminution du pH dans ce compartiment.
La baisse du pH est propice à l'activité de certaines protéines, essentiellement protéolytiques. L'hydrolyse de la molécule d'ATP libère l'énergie permettant de vaincre le gradient de concentration (c'est-à-dire aller contre un équilibre de pH des deux côtés de la membrane).

## Exemples
- Les pompes à protons sont présentes dans le mécanisme de résorption de la composante minérale de la matrice extracellulaire des tissus osseux, par les ostéoclastes. L'abaissement du pH par les pompes à protons permet la dissolution des cristaux d'hydroxyapatites.

- Chez les mammifères, la pompe à protons gastrique permet la sécrétion de H+ par l'épithélium gastrique, et est responsable du pH particulièrement bas du contenu de l'estomac, créant un milieu propice au fonctionnement de la pepsine.